# Sports Illustrated
Sports Illustrated är ett amerikanskt sportmagasin som ägs av mediajätten Time Warner. Den har över tre miljoner prenumeranter och läses av 21 miljoner varje vecka, inklusive 18 miljoner män vilket utgör 19 % av den manliga befolkningen i USA.